# Brat Rudolf
Rudolf – brat zakonu cystersów, w XIII w. przebywający początkowo w Jędrzejowie a później w Rudach koło Raciborza. Ponieważ klasztorem – matką dla obu ośrodków był francuski klasztor w Morimondzie, a sam zakonnik niezbyt przychylnie wypowiadał się o poczynaniach cesarza przyjmuje się, że brat Rudolf pochodził z Francji lub Włoch. Klasztor w Rudach, jako filia klasztoru w Jędrzejowie, rozpoczął swe istnienie w 1255 r. (akt fundacyjny księcia opolskiego Władysława i jego żony Eufemii pochodzi z 1258 r. a plany jego założenia z 1238 r.). Prawdopodobnie już wśród zakonników nadzorujących budowę klasztoru był brat Rudolf. Organizując życie zakonne zajmował się też pisaniem.
W 1810 r. część książek z biblioteki klasztornej, po kasacie zakonu przez władze pruskie, trafiła do uniwersyteckiej biblioteki we Wrocławiu. Wśród książek był klocek rękopisów brata Rudolfa od pierwszych słów noszący tytuł Summa de confessionis discretione (Podręcznik dobrej spowiedzi świętej). We wspólnej oprawie znalazły się ponadto perykopy ewangeliczne, kazanie św. Bernarda z Clairvaux oraz kazania brata Rudolfa o siedmiu pieczęciach.
W Summa de confessionis discretione  spisał różne grzechy, dał przegląd guseł i zabobonów praktykowanych wśród ludności słowiańskiej. Dokument ten dla jednych był przykładem zacofania i ukrytego pogaństwa Ślązaków, dla innych jest świadectwem bogactwa pierwotnej kultury Słowian, niemożliwym do uzyskania innymi metodami. Zapewne nie znając miejscowego języka a równocześnie będąc świadkiem owych praktyk Rudolf stara się je tłumaczyć porównując ze znanymi sobie obyczajami rzymskimi, germańskimi oraz żydowskimi.  Rękopis brata Rudolfa zaginął w 1945 r. Dzięki notatkom Edwarda Karwota i jego książce Katalog magii Rudolfa najważniejszą jego część mogliśmy poznać przed odzyskaniem rękopisu, co nastąpiło w roku 1958. Według późniejszych badań Stanisława Rybandta rękopis brata Rudolfa pochodzi z początku XIV w. na co ma wskazywać krój pisma tytulików, które zdaniem autora zostały dodane już po napisaniu tekstu. Autorstwo rękopisu S. Rybandt przypisuje Rudolfowi z Biberach, cystersowi żyjącemu na pograniczu szwabsko-turyngskim. Przyczyn trwania pogańskich obyczajów na znacznie wcześniej poddanym chrystianizacji pograniczu szwabsko-turyngskim  oraz po co zakonnikom w Rudach spis grzechów z tamtej okolicy Rybandt nie wyjaśnia.